# No More Lies
Albums de Iron Maiden
Dance of Death
(2003) The Essential Iron Maiden
(2005)
No More Lies, est un EP du groupe de heavy metal britannique Iron Maiden publié le 29 mars 2004.

## Album
Cet EP était destiné aux fans du groupe. En plus de la version studio de No More Lies (extraite de l'album Dance of Death), il contient également deux autres versions de chansons de cet album : une version orchestrale de Paschendale et la version électrique de Journeyman (pas la version acoustique de l'album). L'EP contient également une piste bonus cachée, une version alternative de Age of Innocence (renommée Age of Innocence... How Old?) avec le batteur, Nicko McBrain au chant.

## Liste des titres
1. No More Lies (Steve Harris) – 7:21
2. Paschendale (version orchestrale) (Adrian Smith, Harris) – 8:27
3. Journeyman (version électrique) (Bruce Dickinson, Smith, Harris) – 7:06
4. Age of Innocence (How Old?) (bonus caché) (Dave Murray, Harris) – 6:33

## Charts
| Chart (2004)           | Position |
| ---------------------- | -------- |
| Canadian Singles Chart | 8        |
| Finnish Singles Chart  | 3        |
| French Singles Chart   | 70       |
| German Singles Chart   | 36       |
| Irish Singles Chart    | 25       |
| Italian Singles Chart  | 10       |
| Swiss Singles Chart    | 93       |

## Personnel
- Bruce Dickinson : chant
- Dave Murray : guitare
- Adrian Smith : guitare
- Janick Gers : guitare
- Steve Harris : basse
- Nicko McBrain : batterie